# Eucalyptus carnea
Eucalyptus carnea är en myrtenväxtart som beskrevs av Ralph Baker. Eucalyptus carnea ingår i släktet Eucalyptus och familjen myrtenväxter. Inga underarter finns listade i Catalogue of Life.